# Bilkent Judges 2001
Questa voce raccoglie le informazioni riguardanti i Bilkent Judges nelle competizioni ufficiali della stagione 2001.

## Türkiye Amerikan Futbolu Kurulu 2001

### Stagione regolare
| 2001 1ª giornata | Bilkent Judges | 18 – 26 | Boğaziçi Sultans |  |

| 2001 2ª giornata | Bilkent Judges | 44 – 12 | Başkent Knights |  |

| 2001 3ª giornata | Bilkent Judges | 15 – 50 | Hacettepe Red Deers |  |

| 2001 4ª giornata | ODTÜ Falcons | 20 – 6 | Bilkent Judges |  |

## Statistiche di squadra
| Competizione      | %Vittorie | In casa | In casa | In casa | In casa | In casa | In casa | In trasferta | In trasferta | In trasferta | In trasferta | In trasferta | In trasferta | Totale | Totale | Totale | Totale | Totale | Totale |
| Competizione      | %Vittorie | G       | V       | N       | P       | Pf      | Ps      | G            | V            | N            | P            | Pf           | Ps           | G      | V      | N      | P      | Pf     | Ps     |
| ----------------- | --------- | ------- | ------- | ------- | ------- | ------- | ------- | ------------ | ------------ | ------------ | ------------ | ------------ | ------------ | ------ | ------ | ------ | ------ | ------ | ------ |
| Stagione regolare | .250      | 3       | 1       | 0       | 2       | 77      | 88      | 1            | 0            | 0            | 1            | 6            | 20           | 4      | 1      | 0      | 3      | 83     | 108    |
| Totale            | .250      | 3       | 0       | 0       | 3       | 77      | 88      | 1            | 0            | 0            | 1            | 6            | 20           | 4      | 1      | 0      | 3      | 83     | 108    |